# 华润万象生活
华润万象生活有限公司（英語：China Resources Mixc Lifestyle Ltd.，港交所：1209），简称华润万象生活，由华润集团旗下华润置地分拆商业运营与物业管理业务而成立，并于2020年12月9日在香港联交所上市。

## 业务
2022年1月，華潤萬象生活以不超過10.6億元人民幣向禹洲集團收購禹洲物業服務全部股權。同月20日，華潤萬象生活以24.85億元人民幣向中南集團收購中南服務全部股權。

### 商业运营
华润万象生活主要在中国内地运营万象城、万象汇及万象天地三大商业地产品牌。其中，万象城及万象天地定位于一二线城市的城市级购物中心，万象汇则定位为一二线城市的区域购物中心及三四线城市的城市级购物中心。

#### 万象城
万象城首個項目为2004年营业，由華潤置地有限公司旗下華潤（深圳）有限公司經營的深圳万象城，最初定位为高端品质的綜合购买地及重奢精品体验购物中心，但后期也有定位为地区型购物中心，定位较低的项目，一般位于一线及二线城市的市中心或核心区域。
截至2025年1月，万象城品牌共在营39间购物中心。

#### 万象天地
万象天地（MIXC WORLD）品牌与万象城同等定位高端，聚焦一线及二线核心國際級城市，面向城市年轻、科技及潮流人群，以“街区+MALL”的商业空间，尝试城市开放街区与商业的融合，与更多城市要素形成互动，首个项目为南山區的深圳万象天地，該地聚集了科技大廠等高端消費市場。截至2025年1月，万象天地品牌共拥有深圳、西安、上海苏河湾、南昌红谷滩、南京、南京雨花6间在营万象天地，以及属于该产品线的嘉兴南湖天地、绍兴天地、上海世博天地及深圳大运天地非标项目。

#### 萬象匯

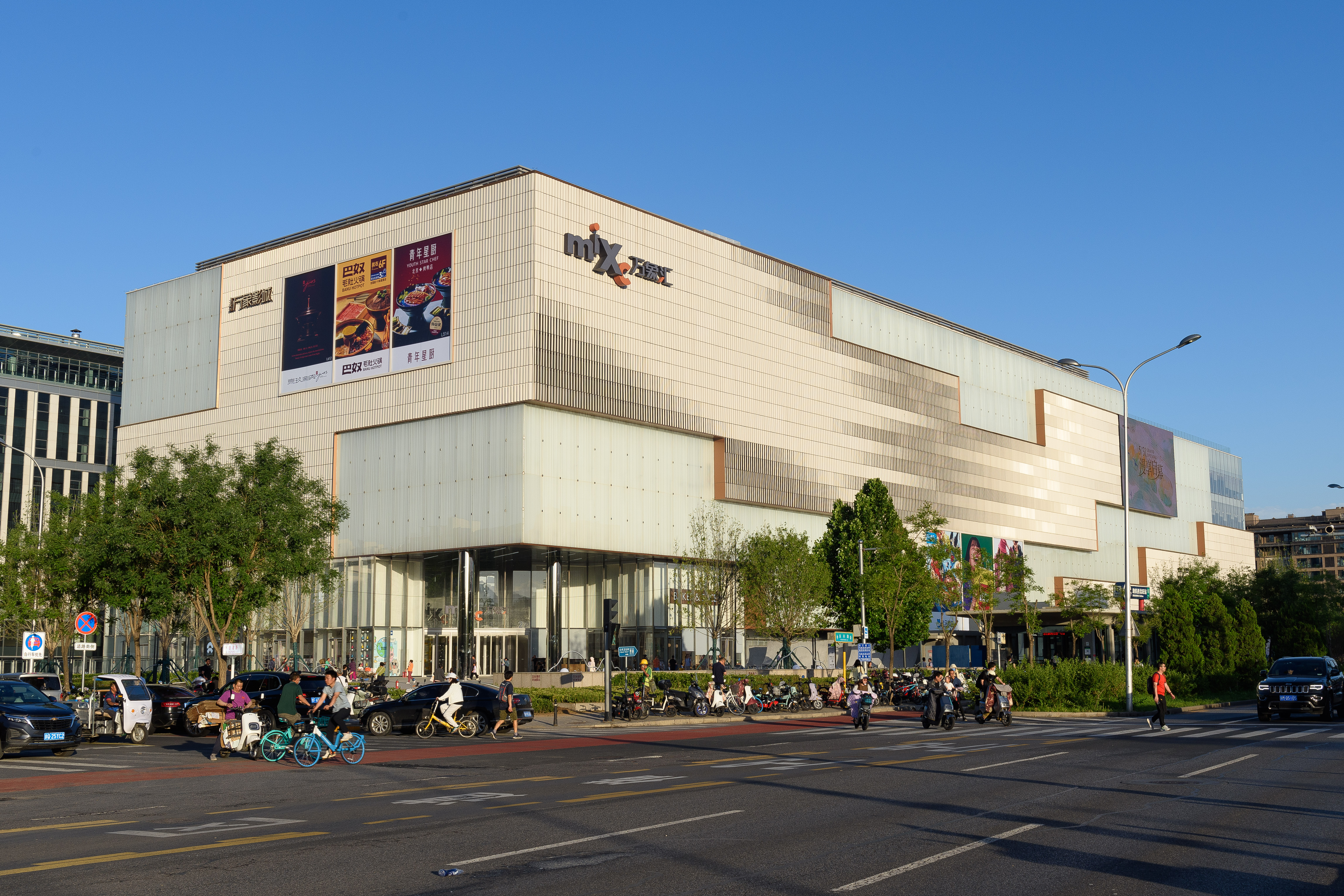
北京西北旺万象汇

万象汇（MIXC ONE）及五彩城定位为时尚、生活、文藝购买地及现代生活体验购物中心，聚焦成为二线、强三线國內城市区域的引领者，属于华润万象生活旗下，次主力购物中心品牌。
该品牌旗下购物中心包括自有新建购物中心（如沈阳铁西万象汇、星沙万象汇等）、曾由“五彩城”等品牌更名而来的项目（如北京清河万象汇）、由Tesco旗下的“乐都汇”项目更名或重新更改规划的项目（如鞍山万象汇、北京姚家园万象汇等）、由华润万象生活委托管理的轻资产购物中心（如北京望京万象汇）及合资购物中心（如与阿里合资的武汉亲橙万象汇、与北京首开合作的首开通州万象汇等）等模式。
截至2025年1月，万象汇品牌共在营48间购物中心，此外宁波余姚、上海南翔两间“五彩城”属于该产品线。结业项目：重庆弹子石万象汇（2024年结业）、南京桥北万象汇（2025年1月摘牌）

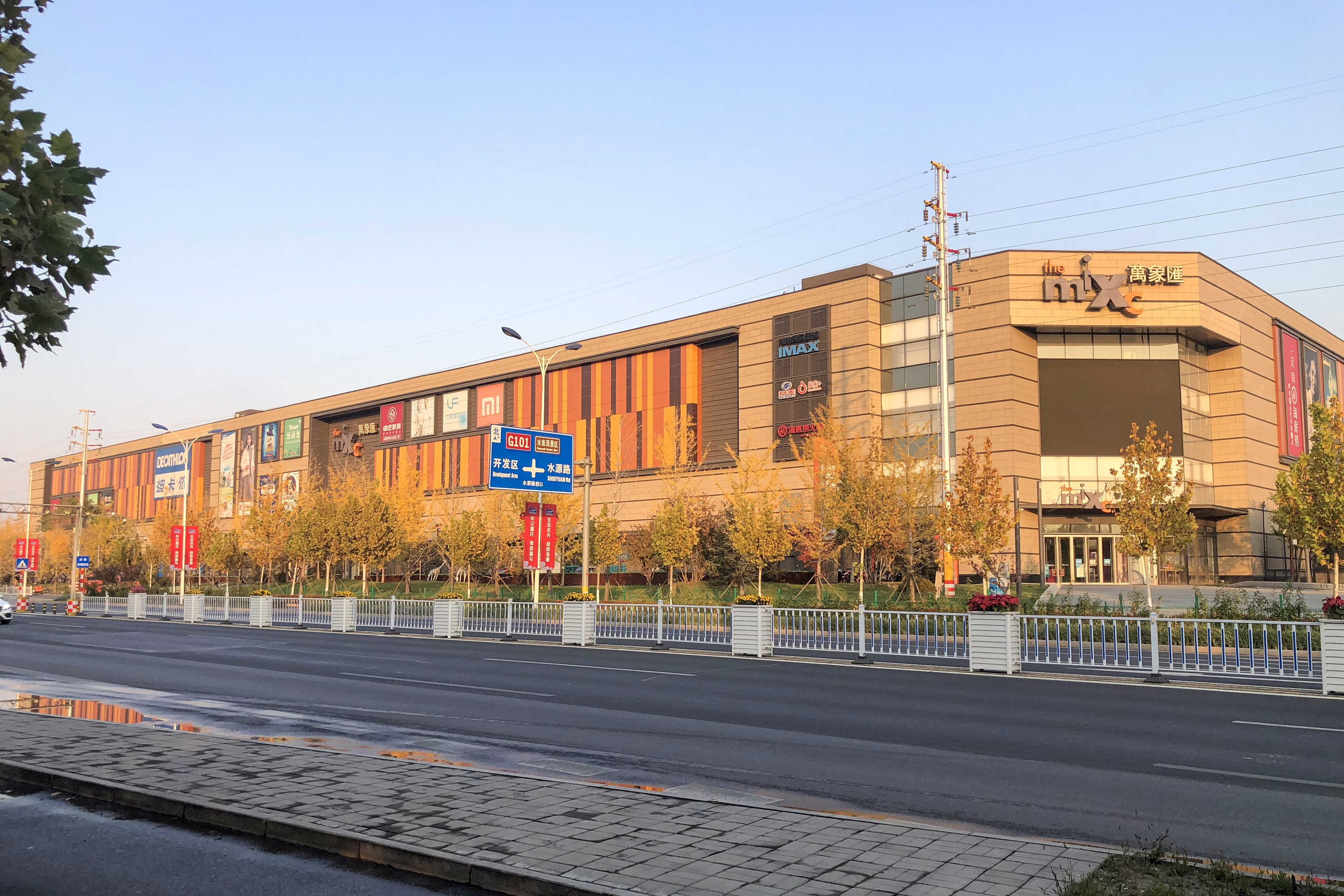
密雲華潤萬象匯

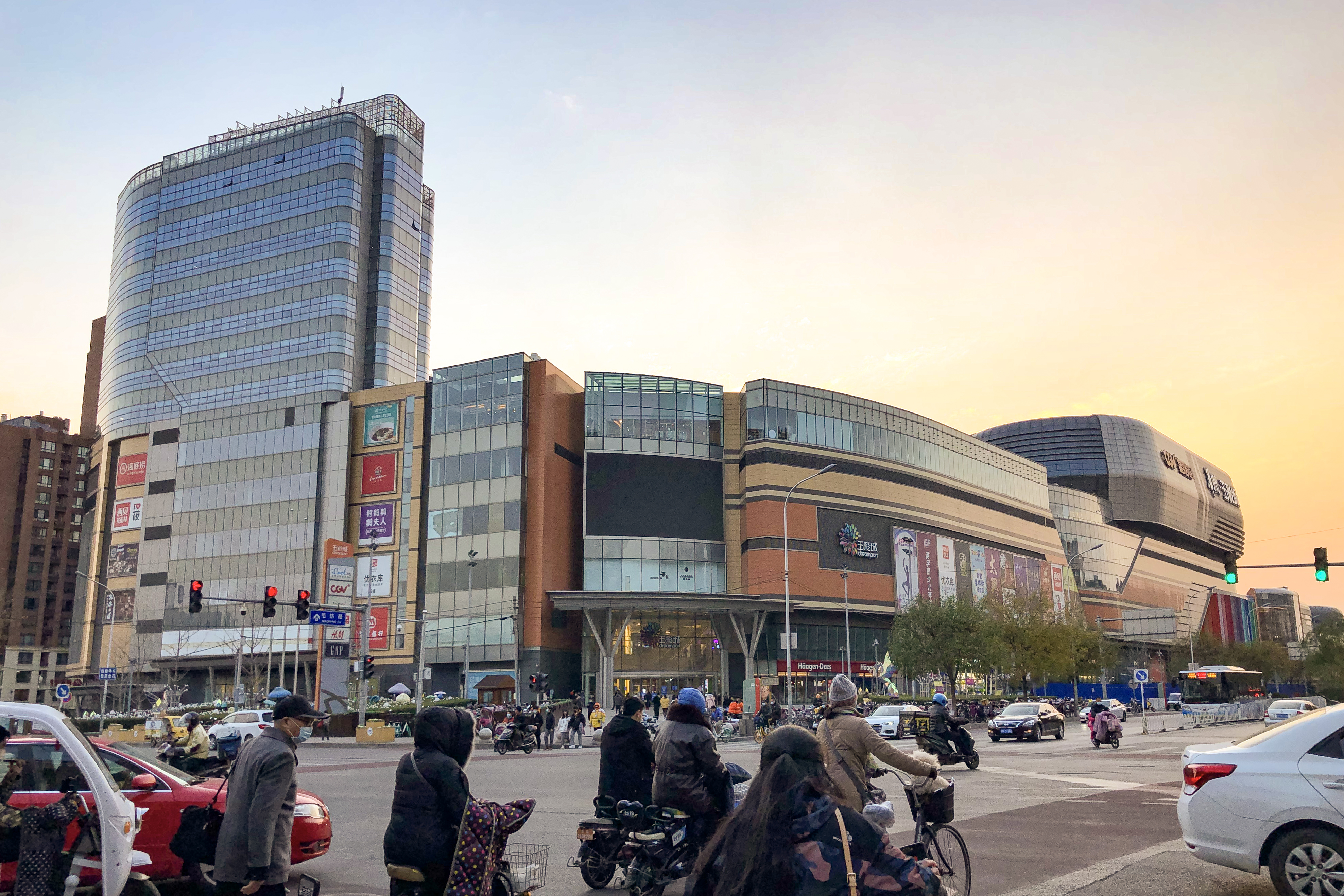
位於清河的北京華潤五彩城（现称清河万象汇）

#### 其他商業項目
除三个自营购物中心产品线外，华润万象生活还运营多家以其他品牌运作的购物中心。
自持非标项目：北京鳳凰匯、上海华润時代廣場、深圳筍崗萬象食家、深圳万象前海、北京西单更新场（原西单文化广场地下商业“77街购物中心”）、杭州中心、深圳啤酒小镇
欢乐颂品牌：福州仓山、合肥、深圳南山、厦门思明（原属华润万家，其中厦门思明及福州仓山两家商场曾以“万象里”品牌运营）、上海浦江（轻资产管理项目，使用华润资本“欢乐颂”品牌）
乐都汇品牌：大连张前、秦皇岛（原为Tesco旗下购物中心，2014年随乐购中国区业务并入华润万家，后转由华润万象生活运营）
其它品牌轻资产管理项目（截至2025年1月）：太原钟楼街、深圳PAFC MALL、上海国华广场、上海CP静安（原名晶品购物中心，由丰泰地产管理）、厦门磐基中心、珠海优特汇、南宁升喜朝阳里（华润万象生活仅作为运营方参与以上商业项目管理，不拥有业权）

### 物业管理
为全国内地住宅项目、体育中心、会展中心、产业园区等提供物业咨询、管理服务。

### 写字楼运营
- 中国华润大厦
- 陆家嘴滨江中心
- 北京华润大厦
- 成都华润大厦
- 沈阳华润大厦
- 广西华润大厦